# AN/SQQ-28
AN/SQQ-28 — американский корабельный процессор данных системы LAMPS-III. Поздние версии совместимы также с системой LAMPS-I, используемой на фрегатах типа «Перри» подразделений военно-морского резерва ВМФ США. Позволяет обрабатывать сигналы 8 ненаправленных или 4 направленных гидроакустических буёв. Имеет встроенные средства сопровождения целей, позволяющие определить курс цели в течение 10 минут. Предусматривает несколько форматов отображения данных. Имеет автоматические средства, помогающие распознать цель. Отображает информацию на дисплее одновременно с буксируемой ГАС SRQ-19.

## Описание
Процессор является частью противолодочной боевой информационно-управляющей системы AN/SQQ-89 и осуществляет обработку информации от гидроакустических буёв и датчиков магнитных аномалий вертолёта SH-60 системы LAMPS Mk III. Обеспечивает обнаружение подводных лодок, их точную классификацию, получение информации для систем управления оружием, отображение информации на базовом корабле. Кроме того, в функции системы входит голосовая связь с вертолётом LAMPS, и передача прочих данных. Когда вертолёт выполняет функции слежения и целеуказания для систем противокорабельного оружия, SQQ-28 передаёт информацию от радаров и средств электронного слежения к системам управления базового корабля.
В состав системы входит модуль сигнального процессора AN/UYS-1 и фильтр входного сигнала (Input Signal Conditioner, ISC), обеспечивающие предварительную обработку аналоговых и цифровых сигналов и другие функции, включая резервирование информации на магнитном носителе.
Система обрабатывает сигналы с активных и пассивных гидроакустических буёв DIFAR, VLAD и DICASS.

## Технические характеристики
Среднее время между критическими сбоями – 670 часов. Среднее время восстановления из критического сбоя - 1 час.

## Носители
- Ракетные крейсера типа «Тикондерога»
- Эскадренные миноносцы типа «Арли Бёрк»
- Эскадренные миноносцы типа «Спрюэнс»
- Фрегаты типа «Оливер Хазард Перри»